# Hyadaphis bicincta
Hyadaphis bicincta är en insektsart som beskrevs av Carl Julius Bernhard Börner 1942. Hyadaphis bicincta ingår i släktet Hyadaphis och familjen långrörsbladlöss. Inga underarter finns listade i Catalogue of Life.